# Quzhou (Handan)
Der Kreis Quzhou (曲周縣 / 曲周县,  Qǔzhōu Xiàn) ist ein Kreis in der chinesischen Provinz Hebei. Er gehört zum Verwaltungsgebiet der bezirksfreien Stadt Handan. Quzhou hat eine Fläche von 676,3 km² und zählt 427.610 Einwohner (Stand: Zensus 2010).